# گوئین‌اور (فیلم ۱۹۹۹)
گوئین‌اور (به انگلیسی: Guinevere) فیلمی محصول سال ۱۹۹۹ و به کارگردانی آدری ولز است. در این فیلم بازیگرانی همچون استیون ری، سارا پلی، جین اسمارت، جینا گرشان، پال دولی، کری پرستون، تریسی لتس، امیلی پروتکتر، جده واتانابه، ساندرا اوه و جاسمین گای ایفای نقش کرده‌اند.